# Фурри в России

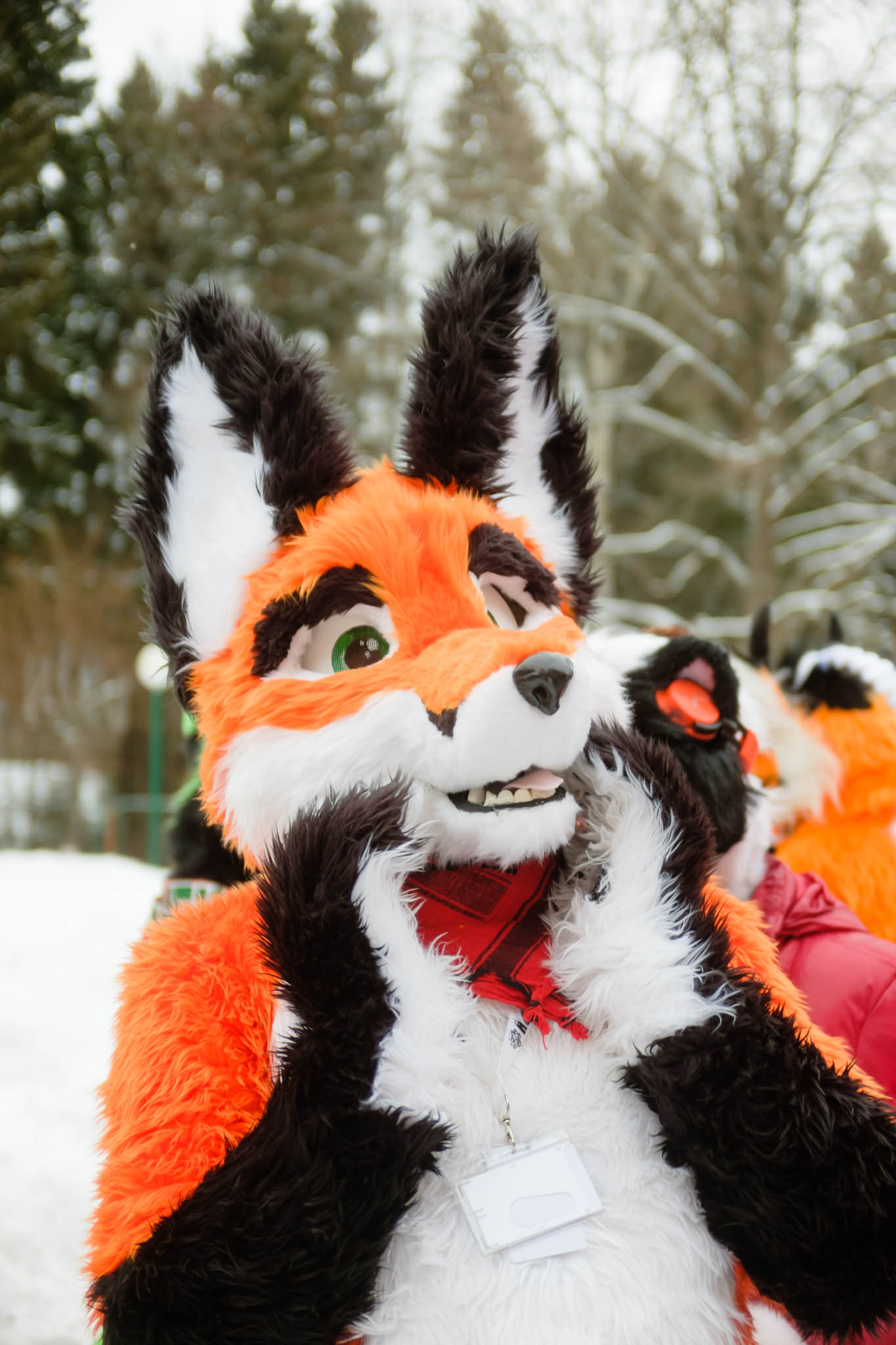
Фотография с фурри-конвента RusFurrence, Звенигород, 2015 год

Фурри-сообщество в России появилось в 1990-х годах и начало распространяться с 1999 года. Обычно в фурри-конвентах участвует до 500 человек. Среди российских фурри встречаются представители разных сексуальных ориентаций. В российском обществе их часто не принимают и обвиняют в гомосексуальности, зоосадизме и педофилии. В 2021 году председатель комиссии по защите детей при Роскомнадзоре Андрей Цыганов предложил признать российское фурри-сообщество экстремистским, что психолог Александр Колмановский считает признаком роста нетерпимости в обществе.

## Описание
Фурри интересуются антропоморфными животными и могут отождествлять себя с ними. В России эта субкультура мало распространена, а её характеристики как общности не унифицированы. Социолог Наталия Лысикова разделяет российских фурри на две группы: «зоолюбителей», проявляющих избыточное внимание к животным, и «не-фурри», занимающихся отловом бездомных животных и охотой на них. В российских фурри-конвентах, наиболее известный из которых — «Русфуренция», зачастую участвует 300―500 человек. Среди российских фурри встречаются представители разных сексуальных ориентаций. В современной России фурри часто обвиняют в гомосексуальности, зоосадизме и педофилии, они могут быть подвержены интернет-травле со стороны родительских сообществ.

## История
Субкультура фурри в России появилась в 1990-х годах. С 1999 года началось проведение конвентов, распространение фурри в крупных городах России (Брянск, Владивосток, Москва, Санкт-Петербург, Челябинск и другие), создание сетевых сообществ на специализированных сайтах. В 2003 году в Рунете было зарегистрировано менее трёхсот представителей субкультуры. 29 сентября 2021 года Андрей Цыганов, председатель комиссии по защите детей при Роскомнадзоре, предложил признать российских фурри вместе с ЛГБТ-движением, феминизмом и чайлдфри экстремистскими движениями в целях «защиты детей». Комиссия ещё не приняла предложение, а деятели фурри-сообщества в России, например, художница Bubble Comics Orphen Sirius, считают, что запрет приведёт только к увеличению популярности сообщества. По мнению психолога Александра Колмановского, призыв к запрету фурри-сообщества — «признак возрастания крайней нетерпимости в обществе», а не проявление проблемы непонимания молодого и старого поколений.